# Xeranoplium pubescens
Xeranoplium pubescens là một loài bọ cánh cứng trong họ Cerambycidae.